# Nokia 5
Nokia 5 è uno smartphone di fascia media presentato al Mobile World Congress 2017 e prodotto da HMD Global con marchio Nokia da luglio 2017.

## Caratteristiche tecniche

### Hardware
Il Nokia 5 è ottenuto da unico blocco di alluminio 6000, ed a livello hardware è equipaggiato di un processore Qualcomm Snapdragon 430 octa-core con una GPU Adreno 505.
Ha uno schermo IPS LCD da 5,2" con risoluzione HD 720p e protetto da un vetro Corning Gorilla Glass.
Il telefono ha connettività 2G GSM, 3G HSPA, 4G LTE, Wi-Fi 802.11 b/g/n con la sola banda da 2.4 GHz, Bluetooth 4.1, A-GPS, NFC, radio FM e microUSB 2.0 OTG.
La fotocamera posteriore è da 13 megapixel con f/2.0, doppio flash LED dual-tone e registrazione video Full HD@30fps, mentre come fotocamera anteriore è presente una 8 megapixel con f/2.0.
Il dispositivo è presente con 16 GB di memoria interna espandibile con microSD e in versioni da 2 o da 3 GB di RAM.
La batteria agli ioni di litio non è removibile e ha una capacità di 3000 mAh.

### Software
Il Nokia 5 è equipaggiato con Android 7.1.1 Nougat, aggiornabile ad 8.0 Oreo ed a 9.0 Pie.